# Mecklenburg-Vorpommern (F218)
Pour le land allemand, voir Mecklembourg-Poméranie-Occidentale.
Le Mecklenburg-Vorpommern (F218) est la quatrième frégate de la classe Brandenburg. Ce navire de la marine allemande porte le nom d'un land de l'Allemagne, celui de Mecklembourg-Poméranie-Occidentale.

Il appartient à la 2e escadre de frégates de Wilhelmshaven.

## Histoire
Depuis sa mise en service, la frégate a participé à de nombreux engagements, comme l'Opération Enduring Freedom.
Depuis novembre 2008, la frégate a quitté sa base pour être présente sur la corne de l'Afrique pour l'OEF-HOA (Opération Enduring Freedom - Horn of Africa) dans le cadre de la lutte anti-terroriste et la surveillance des voies maritimes de cette zone de l'Afrique contre les pirates.
À partir de janvier, la frégate prendra le commandement de la flotte internationale de surveillance. Le retour de la frégate est prévu en mai.
La frégate Mecklenburg-Vorpommern était présente à Rouen lors de l'Armada 2008.

## Classe Brandenburg
Les trois autres frégates de la classe Brandenburg : 
- Brandenburg (F215) ;
- Schleswig-Holstein (F216) ;
- Bayern (F217).

### Sources
- (de) Cet article est partiellement ou en totalité issu de l’article de Wikipédia en allemand intitulé « Mecklenburg-Vorpommern (1996) » (voir la liste des auteurs).